# Ingeborg-Bachmann-Preis 2012
Der Ingeborg-Bachmann-Preis 2012 war der 36. Wettbewerb um den Literaturpreis im Rahmen der Tage der deutschsprachigen Literatur. Die Veranstaltung fand vom 5. bis 8. Juli 2012 im Klagenfurter ORF-Theater des Landesstudios Kärnten statt und wurde letztmals von Clarissa Stadler moderiert. Die Leitung lag ebenfalls zum letzten Mal in den Händen von Michaela Monschein, die im Herbst des Jahres unerwartet ersetzt wurde.
Wieder wurde der österreichische Staatspreis für literarische Übersetzung im Rahmenprogramm des Wettbewerbs vergeben, in diesem Jahr war Preisträger Leopold Federmair gleichzeitig Teilnehmer am Lesewettbewerb.
Die Klagenfurter Rede zur Literatur hielt Ruth Klüger unter dem Titel Der haltbare Satz im Bimbam der Worte: In einer Hommage an Ingeborg Bachmann ging Klüger der Frage nach der Wahrheit in der Literatur nach.
Der Ingeborg-Bachmann-Preis selbst konnte erst nach Stichwahl zwischen Matthias Nawrat und Olga Martynova entschieden werden und ging in der zweiten Abstimmungsrunde an Martynova. Der Unterlegene setzte sich jedoch als Kelag-Preisträger durch.

## Autoren

### Erster Lesetag
- Stefan Moster: Der Hund von Saloniki (eingeladen von Burkhard Spinnen)
- Hugo Ramnek: Kettenkarussell (eingeladen von Hildegard Elisabeth Keller)
- Mirjam Richner: Bettlägerige Geheimnisse (eingeladen von Meike Feßmann)
- Andreas Stichmann: Der Einsteiger (eingeladen von Meike Feßmann)
- Sabine Hassinger: Die Taten und Laute des Tages (eingeladen von Daniela Strigl)

### Zweiter Lesetag
- Inger-Maria Mahlke: ohne Titel (eingeladen von Burkhard Spinnen)
- Cornelia Travnicek: Junge Hunde (Romanauszug; eingeladen von Hubert Winkels)
- Olga Martynova: Ich werde sagen: „HI“ (eingeladen von Paul Jandl)
- Lisa Kränzler: Willste abhauen (eingeladen von Hubert Winkels)
- Simon Froehling: Ich werde dich finden (Romanauszug; eingeladen von Corina Caduff)

### Dritter Lesetag
- Matthias Nawrat: Unternehmer (eingeladen von Hildegard Elisabeth Keller)
- Matthias Senkel: Aufzeichnungen aus der Kuranstalt (eingeladen von Paul Jandl)
- Leopold Federmair: Aki (eingeladen von Daniela Strigl)
- Isabella Feimer: Abgetrennt (eingeladen von Corina Caduff)

## Juroren
- Meike Feßmann
- Paul Jandl
- Hildegard Elisabeth Keller
- Burkhard Spinnen (Juryvorsitz)
- Corina Caduff (für Alain Claude Sulzer)
- Daniela Strigl
- Hubert Winkels

## Preisträger
- Ingeborg-Bachmann-Preis (dotiert mit 25.000 Euro): Olga Martynova
- Kelag-Preis (dotiert mit 10.000 Euro): Matthias Nawrat
- 3sat-Preis (7.500 Euro): Lisa Kränzler
- Ernst-Willner-Preis (5.000 Euro): Inger-Maria Mahlke
- BKS-Bank-Publikumspreis (dotiert mit 7.000 Euro): Cornelia Travnicek
- Stadtschreiber-Stipendium der Stadt Klagenfurt (5.000 Euro; gekoppelt an den Publikumspreis): Cornelia Travnicek